# Pittner Olivér
Pittner Olivér (Lupény, 1911. július 3. – Marosvásárhely, 1971. július 9.) erdélyi magyar festőművész, lapszerkesztő.

## Életútja
Középiskoláit Argentínában végezte, ahol Dél-Amerikába kivándorolt szüleivel a húszas évek végéig élt. Hazatelepedve 1930–34 között a nagybányai festőiskolában végzett művészeti tanulmányokat. A festőtelepen a kubizmus elkötelezett híve lett, s ilyen irányú munkássága az újabb kutatások fényében egyre nagyobb értékű.

## Munkássága
Baloldali állásfoglalásai miatt a román hatóságok 1940-ben Caracalba internálták. A bécsi döntést követően Marosvásárhelyre költözött. A Szabad Szó alapító felelős szerkesztője és kiadója 1945 szeptemberéig; 1945-ben a Salamon Ernő Népi Athenaeum alapítója és titkára, 1946-ban a Marosvásárhelyi Székely Színház gazdasági igazgatója. 1955 körül kezdett újra festeni a korai kubista képektől eltérő dekoratív-szürrealista stílusban.